# Иоланда Палеологиня Монферратская
Иоланда Палеологиня (Виоланта; июнь 1318 — 24 декабря 1342) — дочь Теодора Палеолога, маркграфа Монферрата и Арджентины Спинолы. Была названа в честь бабушки, Иоланды Монферратской.

## Жизнь
1 мая 1330 года Иоланда вышла замуж за Аймона, графа Савойи, и с того момента стала графиней Савойи, Аосты и Морьены. Её брак должен был примирить её семью с двором Савойи и на том основании; было решено, что при пресечении династии Палеологов по мужской линии Монферрат перейдёт к графам Савойи.
Согласно этому акту о престолонаследии Монферрата, спустя два столетия, когда династии Палеологов по мужской линии пресеклась со смертью Бонифация IV Монферратского, Карл III объявил о своих притязаниях, так как Иоланда была его прабабушкой в третьем колене. Однако Монферрат получил лишь Карл V, император Священной Римской империи.
После того, как Иоланде не удалось забеременеть в первые несколько лет брака, она отправилась в храм Девы Марии в Бург-ан-Бресс, который, как считалось в то время, помогал супружеским парам обзавестись потомством. Вскоре она зачала сына, Амадея. Она вернулась в святыню после его рождения и после этого зачала дочь, Бьянку.
У Иоланды и Аймона было пятеро детей, однако лишь двое старших достигли совершеннолетия.
- Амадей VI Зелёный (1334—1383), граф Савойский, наследовал отцу.
- Бьянка (1335—1387), в 1350 году вышла замуж за правителя Милана Галеаццо II Висконти, мать Джан Галеаццо Висконти, первого герцога Милана.
- Жан (1338—1345), умер в детстве
- Катарина (1341), умерла в детстве
- Луи (ум. 24 декабря 1342)

Иоланда умерла 24 декабря 1342 года в родах, не сумев подарить жизнь пятому ребёнку. Она была похоронена в монастыре Откомб.